# ماريان ماسني
ماريان ماسني ، من مواليد 13 أغسطس 1950 ، لاعب كرة قدم تشيكوسلوفاكي سابق.
لعب مع منتخب تشيكوسلوفاكيا لكرة القدم.

## روابط خارجية
- ماريان ماسني على موقع الاتحاد الدولي (مؤرشف)  (الإنجليزية)
- ماريان ماسني على موقع الاتحاد الأوربي (الإنجليزية)
- ماريان ماسني على موقع الاتحاد التشيكي (الإنجليزية)
- ماريان ماسني على موقع قاعدة بيانات كرة القدم.إي يو (الإنجليزية)
- ماريان ماسني على موقع ناشيونال فوتبول تيمز (الإنجليزية)
- ماريان ماسني على موقع عالم كرة القدم.نت (الإنجليزية)
- ماريان ماسني على موقع كووورة